# Theodor Poesche
Theodor Poesche (Zöschen, 23 de março de 1825 — Washington D.C., 27 de dezembro de 1899), foi um antropólogo alemão.

## Teoria racial ariana
Poesche era professor de Antropologia em Jena.
Autor de  "Uma Contribuição à Antropologia Histórica" (Ein Beitrag zur historischen Anthropologie), publicada em 1878, Poesche defende ali a ideia de que, se havia muitos povos com língua ariana, apenas o povo alemão poderia dizer-se legítima raça ariana. Ele situa a origem desse povo nos pântanos de Rokitno, na Lituânia ocidental, onde são frequentes os casos de albinismo.
Utilizando-se do mesmo argumento, ele afirma que o idioma lituano é mais próximo do idioma-mãe ariano que o próprio sânscrito.
Estas ideias, longe de serem refutadas à época, ganharam o reforço, em 1883 e 1886, pelo trabalho de Karl Penka. No meio acadêmico tais ideias foram tratadas, mesmo por aqueles que tiveram suas ideias aproveitadas por Pösche, como A. Ecker, com relativa simpatia ou indiferença.

### Fundamentação ideológica
Pösche apoiara-se, com convicção, nas teorias da poligenia de Louis Agassiz, recusando-se a aceitar que os diversos tipos humanos eram - como defendia o darwinismo - originários de um mesmo ancestral comum. Por outro lado, rejeita a ideia de uma "raça caucasiana", defendida por Blumenbach. Sustenta suas ideias, apoiando-se em estudos de A. Ecker, especialista no estudos de crânios germânicos, que lhe era contemporâneo - que "os antigos alemães eram os puros dolicocéfalos", e rejeitando as ideias de miscigenação dos arianos com os povos nativos, defendida por Rudolf Virchow.
Com o trabalho de Pösche surge uma nova espécie animal: a "raça loira", oriunda dos pântanos lituanos, com as seguintes características: dolicocéfalo, occipital não-proeminente, testa retilínea e alta, pele clara: era o fundamento sobre o qual toda uma ideologia racista iria ser erguida, pela ação de Adolf Hitler.